# Religion en Chine
Cette page contient des caractères spéciaux ou non latins. S’ils s’affichent mal (▯, ?, etc.), consultez la page d’aide Unicode.
Pour liberté religieuse en Chine, voir Politique religieuse de la RPC

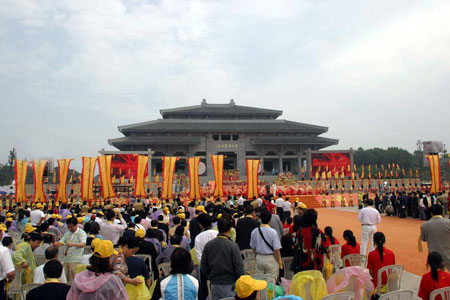
Cérémonie de culte public au Grand Temple de Shennong-Yandi, à Suizhou, Hubei.

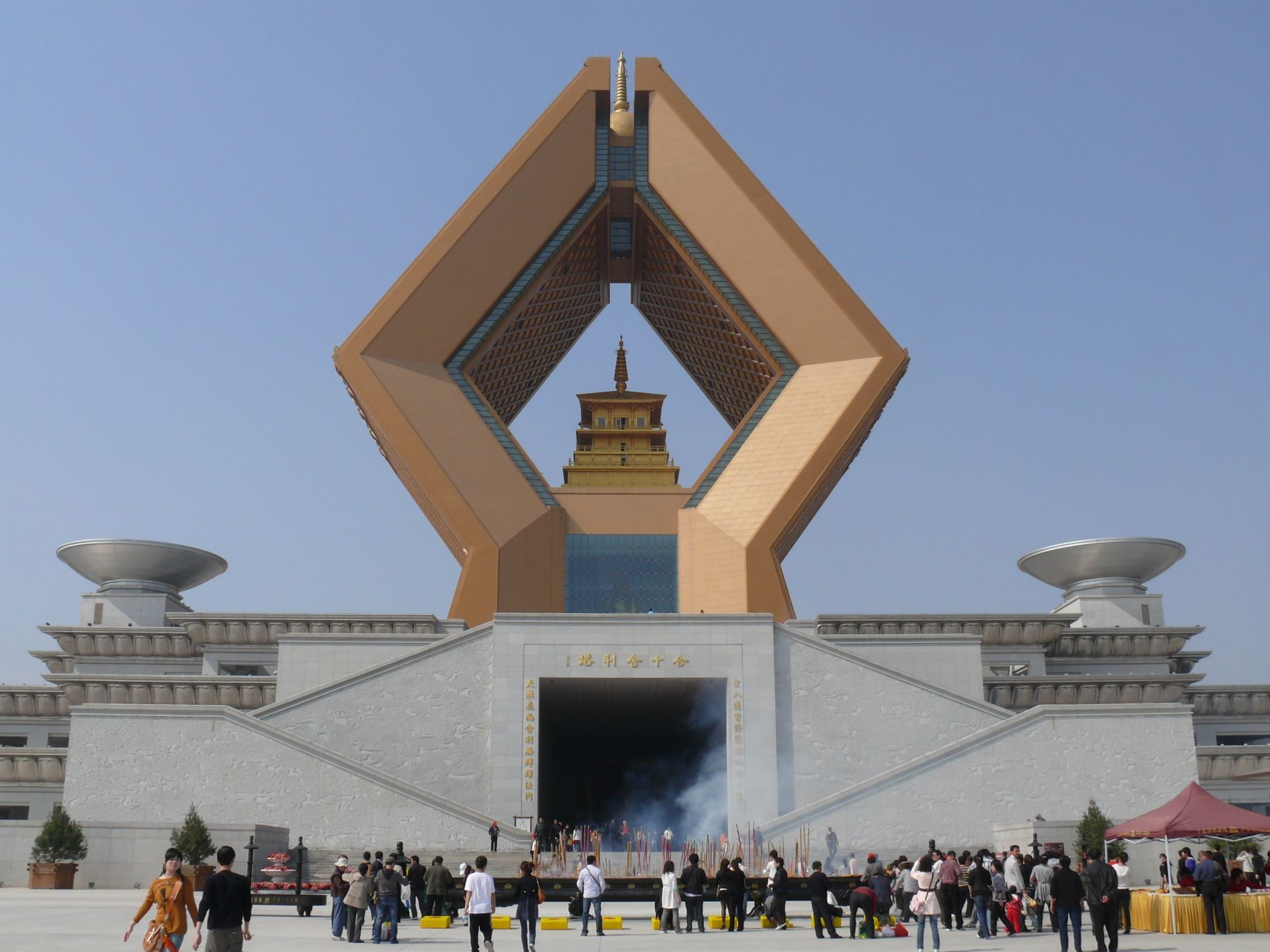
Le stupa consacrant une relique de Gautama Bouddha, l'os d'un de ses doigts, au Temple de Famen, un complexe bouddhiste à Baoji, Shaanxi.

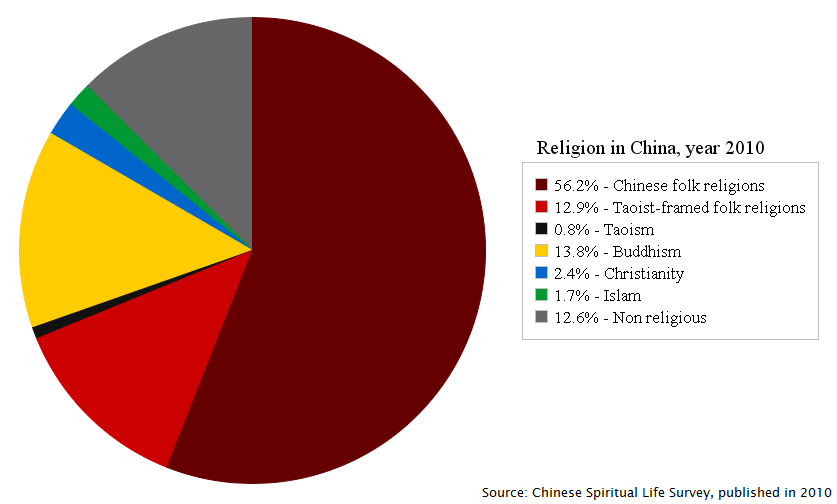
Appartenance religieuse en Chine en 2010 (CSLS 2010).

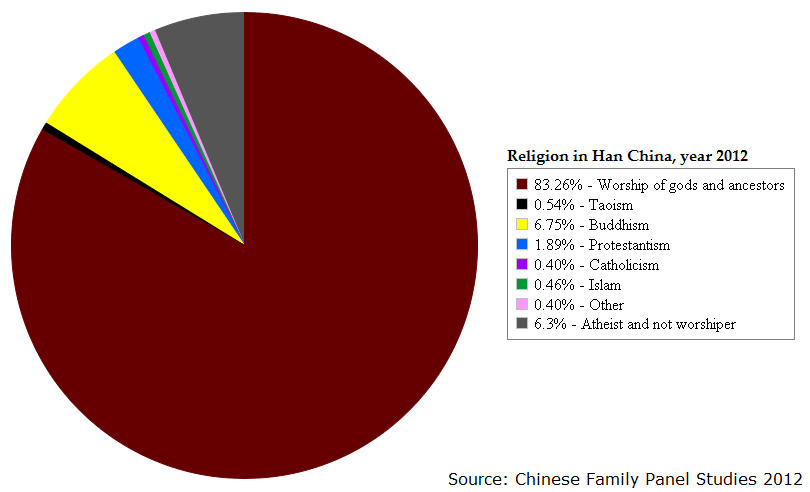
Appartenance religieuse des provinces à majorité chinoise Han en 2012 (CFPS 2012).

Le fait religieux dans le monde chinois se caractérise par le pluralisme, favorisé par l’attitude de l'État : celui-ci exerce depuis le début de l’empire (IIIe siècle av. J.-C.) un contrôle attentif sur les groupes susceptibles de constituer une menace pour le pouvoir et la société et met au pas les sectes trop actives, n’accordant qu’exceptionnellement l’exclusivité à un culte. Le syncrétisme et le mélange sont courants, rendant les contours des ensembles religieux flous ; on a l’impression de se trouver face à une constellation de philosophies et de pratiques plutôt qu'à des confessions. 
Certains facteurs rendent les statistiques sur l’appartenance religieuse difficilement interprétables : 
- Contrairement aux religions abrahamiques, l’adhésion exclusive à un culte donné n’est pas exigée dans les religions prédominantes chez les Chinois : bouddhisme, taoïsme et religion traditionnelle chinoise. Un pratiquant fréquente sans problème différents lieux de culte et emprunte typiquement des pratiques aux divers courants[3],[4],[5]. Il est ainsi susceptible de se présenter comme appartenant indifféremment à l’une ou l’autre des religions, à moins qu’il ne se déclare confucianiste.

- Les catégories envisagées par les enquêteurs ne reflètent pas toujours la réalité du terrain. Ainsi, le choix « religion populaire » est rarement proposé. C’est pourtant celui de 30 à 65 % des Taïwanais lorsqu’on leur en offre l’occasion[6]. En république populaire de Chine, seules cinq religions ont un statut officiel[7] : taoïsme, bouddhisme, islam, ainsi que le christianisme sous les formes du protestantisme et du catholicisme. La religion populaire et les nouveaux mouvements religieux dont Falun gong n’apparaissent pas clairement, de même que les différences de courants au sein du bouddhisme, de l’islam ou du protestantisme.

- Les recensements officiels ne posent plus depuis près de trente ans de question sur la religion. D’autre part, en Chine populaire certains courants font l’objet de répressions ou persécutions qui poussent les pratiquants à taire leur appartenance religieuse.

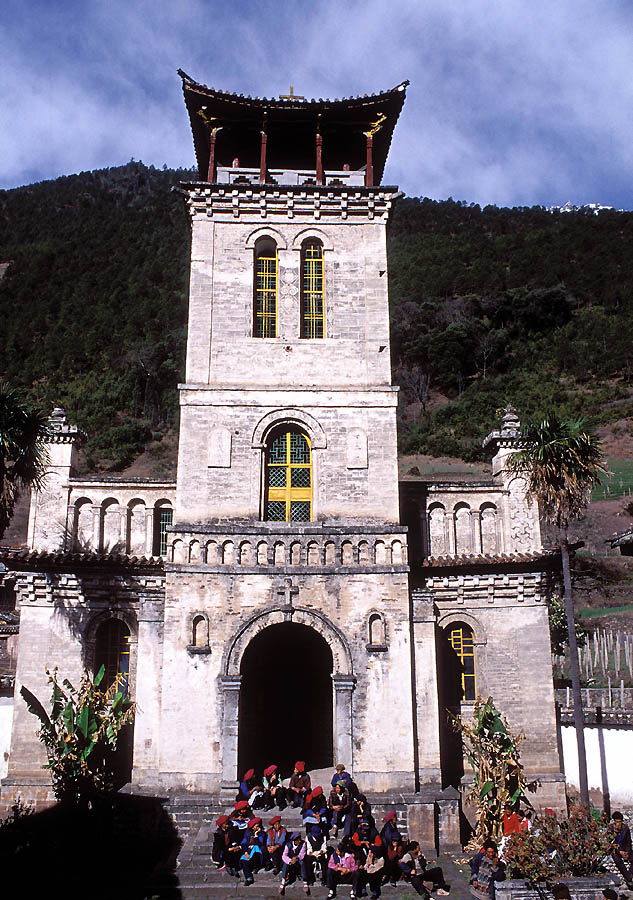
L'église catholique de Cizhong, près de la rivière de Lancang (partie du Mékong) à Cizhong, dans la Province du Yunnan, Chine. Elle a été construite par un missionnaire français au milieu du dix-neuvième siècle, mais a été brûlée pendant le mouvement anti-étranger en 1905, et reconstruite dans les années 1920. Les membres de l'église sont principalement des Tibétains. La région étant ethniquement diverse, il y a aussi six autres groupes ethniques, les Han, Naxi, Lisu, Yi, Bai et Hui.

Statistiques du Chinese Spiritual Life Survey pour l'an 2010:
- Religion traditionnelle chinoise : sous ce terme sont regroupés dans certaines statistiques les taoïstes et pratiquants de la religion populaire : 932 millions ou 69,5 %[1]
  - Culte des dieux et des ancêtres : 754 millions ou 56,2 %[1]
  - Religion populaire taoïste : 173 millions ou 12,9 %[1]
  - Taoïsme : 12 millions ou 0,8 %[1]
- Bouddhistes : 185 millions ou 13,8 %[1]
- Chrétiens : 33 millions ou 2,4 %[1]
- Musulmans : 21 millions ou 1,7 %[1]
- Sans religion : environ 168 millions ou 12,6 %[1]

Démographie des religions des provinces à majorité chinoise Han selon les Chinese Family Panel Studies pour l'an 2012:
- Religion traditionnelle chinoise, adoration des dieux et des ancêtres : 83,26 %
  - Taoïsme : 0,56 %
- Bouddhisme : 6,75 %
- Protestantisme : 2 %
- Islam : 0,46 %
- Catholicisme: 0,40 %
- Autre: 5 %
- Athées et pas adorateurs : 4 %
- Hindouisme : religion très minoritaire en Chine, environ 100 000 Hindouistes dans toute la Chine populaire, dont 20 000 à 30 000 Hindouistes à Hong-Kong (surtout des Indiens présents depuis la domination Britannique). Le reste est surtout présent dans la région de l' Aksai Chin (territoire revendiqué par l'Inde), et dans les régions frontalières avec l'Inde et la Birmanie (dont régions Himalayennes et Tibet).

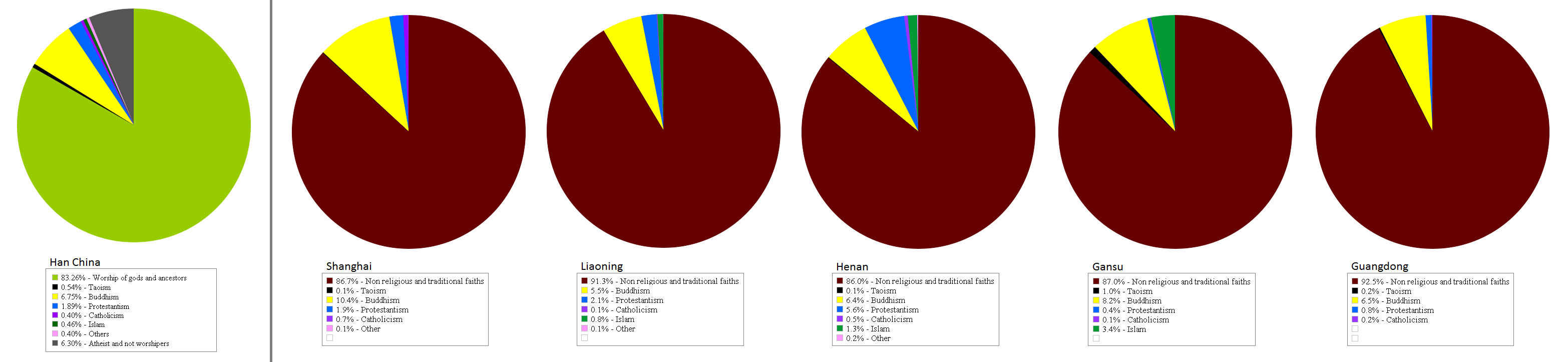
CFPS 2012 : démographie de la Chine à majorité Han, avec analyse détaillée de Shanghai et des provinces Liaoning, Henan, Gansu et Guangdong.

## De la religion antique à la religion traditionnelle

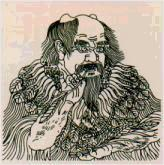
Shennong, qui enseigna à l'humanité l'usage des herbes médicinales.

Les divinités et les mythes les plus anciens étaient déjà très éloignés des auteurs des textes Han où ils apparaissent pour la première fois. Ils les réinterprètent selon les concepts de leur époque. On y trouve des traces de totémisme et l'évocation d'une dualité terre/eaux. Certaines divinités, comme Nuwa, son frère et époux Fuxi pourraient même être d'origine tokharienne. Réinterprétés en ancêtres civilisateurs, ils ne font plus que rarement l'objet d'un culte, mais ont été intégrés dans la mythologie taoïste, particulièrement Huangdi, l'empereur Jaune, Xiwangmu, la « Reine-mère d'Occident ». Il existe aussi des temples dédiés à Shennong, le « paysan divin » ancêtre de la phytothérapie chinoise ; le nom de Shangdi, « souverain suprême », dont on ne savait déjà plus rien de précis depuis le début de l'ère chrétienne, a été repris par les chrétiens pour traduire « Dieu », et plus récemment par certaines nouvelles religions, comme Ikuan Tao, comme l'une des appellations de leur divinité suprême syncrétiste. 
Le Ciel, la Terre et les ancêtres, le premier parfois personnifié, apparaissent assez tôt comme des objets de culte qui subsisteront jusqu'à nos jours. Dans les textes pré-impériaux, c'est du mandat conféré par le Ciel que le roi tire son pouvoir. La forme du sinogramme wang 王 (roi), représenterait le lien avec le Ciel qu'incarne le souverain, « fils du Ciel » (tianzi 天子). Le Ciel est de nos jours personnifié sous le nom de Tiangong « Seigneur du Ciel ». L'Empereur de jade, divinité suprême de certaines écoles taoïstes, lui est souvent identifié. Profondément transformé, le culte de la Terre s'est reporté sur le Dieu du sol, parfois mentionné sur des stèles sous le nom de l'ancienne divinité Houtu (后土).
La Chine a vu se développer une religion polythéiste dont les dieux, d'origine locale ou importés, sont considérés comme des humains déifiés après leur mort, même quand manifestement leur biographie terrestre est une invention ultérieure au culte. L'ensemble comprend d'ailleurs effectivement des personnages dont la réalité historique est attestée, dont Guan Yu est l'exemple le plus célèbre. La diffusion du système mandarinal à partir des Han et sa pérennité ont donné progressivement au monde des dieux l'aspect d'une bureaucratie céleste, avec l'apparition de dieux fonctionnaires, et l'attribution par l'empereur de titres aux divinités des principaux temples. Il n'existe pas de canon ni de clergé à proprement parler. Les concepts et rites sont empruntés à différentes sources, la plus importante étant les multiples écoles dites taoïstes, groupes de disciples recevant d'un maître un enseignement technique ou spéculatif. Les maîtres taoïstes (daoshi 道士) prennent en charge tous les rituels spécialisés de la religion chinoise, assistés ou remplacés par les moines bouddhistes pour les rites funéraires. Ce système syncrétiste a absorbé sans peine des déités et idées étrangères, comme les bouddhas et bodhisattvas, ou des dieux d'origine non chinoise adoptés au fur et à mesure de l'expansion des Hans.
De nombreux traits religieux spécifiquement chinois ont été canonisés à travers le Yi Jing[réf. nécessaire], ou Classique des Mutations. Issu de la scapulomancie ou de l'interprétation de signes d'origine naturelle, cet ouvrage a engendré des générations de traditions interprétatives. Les mutations des éléments complémentaires, yin et yang, sont déclinées à travers ses chapitres, de nature hermétique. Intrinsèquement lié aux rituels divinatoires, c'est un manuel d'interprétation chamanique[réf. nécessaire], où les vertus métaphysiques des caractères chinois trouvent leur source.
En Chine populaire, la religion se redéveloppe depuis 1978 sous contrôle de l'État et seulement cinq religions « officielles » sont reconnues : taoïsme, bouddhisme, islam, catholicisme et protestantisme. Il n'existe aucun terme pour désigner l'ensemble des croyances et pratiques traditionnelles, ce qui contribue à entretenir la confusion quant à ce que l'on entend par « religion chinoise ». Seules les écoles spécialisées et leurs enseignements sont désignés globalement sous le nom de « taoïsme ». Cependant, la Chine est aujourd'hui responsable d'un grand nombre de violations des droits de l'homme et de la liberté religieuse.

## Religion populaire chinoise
La pratique religieuse de la majorité de la population (avant 1949 pour la Chine continentale) consiste en fait en un mélange de taoïsme, confucianisme, bouddhisme et traditions locales, souvent appelé religion populaire.

## Taoïsme

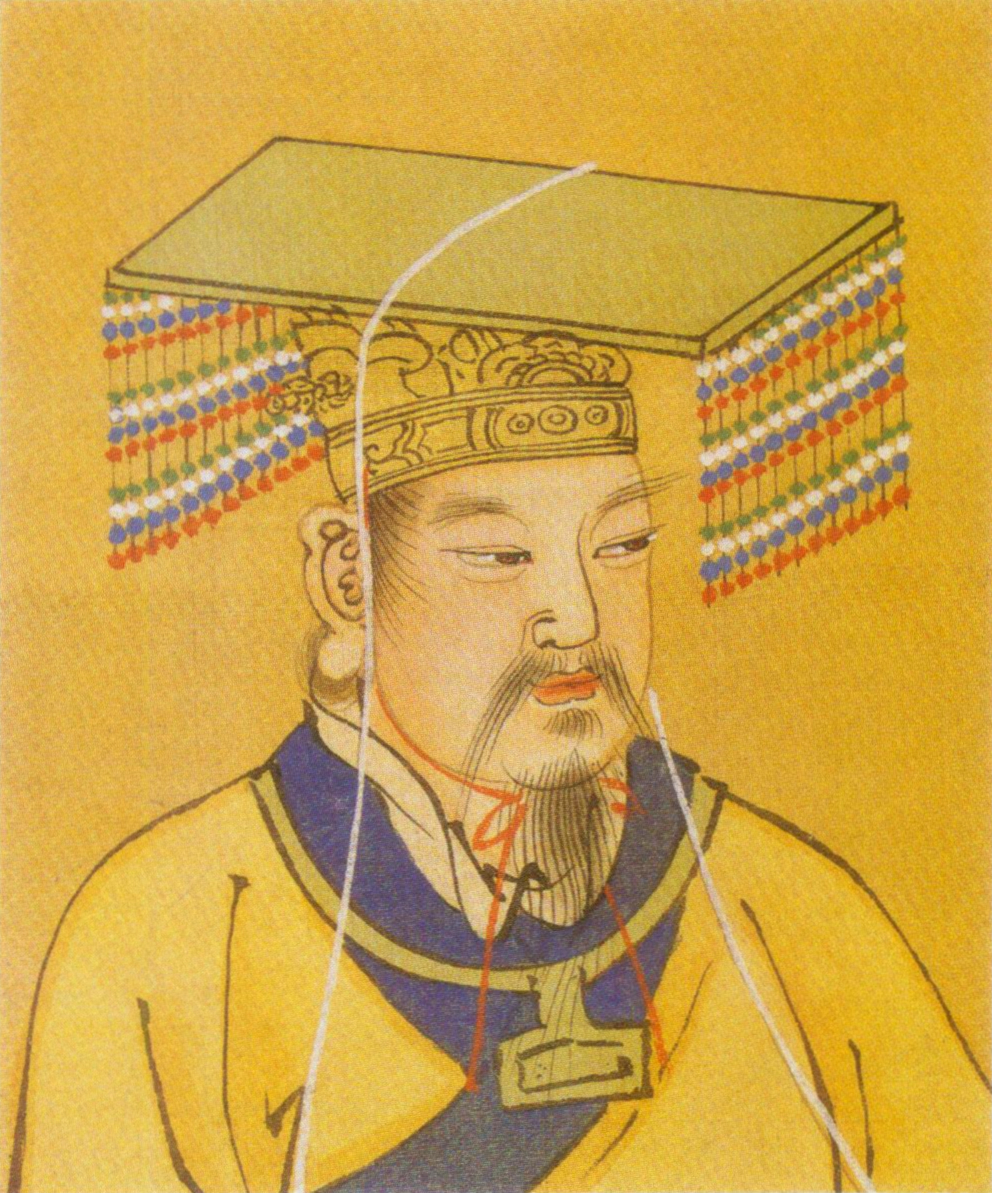
L'empereur jaune, souverain mythique de l’Antiquité devenu dieu taoïste.

Le taoïsme, ou plutôt les courants taoïstes, sont apparus à partir du IIe siècle, inspirés par les courants du Yin et yang et des Cinq éléments, ainsi que par les écrits du philosophe Lao Tseu (ou Lao-tseu) (老子) datant du milieu du premier millénaire av. J.-C, dont le fameux Livre de la Voie et de la Vertu (Tao Tö King), est, avec le Livre des Mutations (Yi Jing), aux sources de l'ésotérisme chinois. Ces courants se sont constamment enrichis de nouvelles influences et ont fourni à l'ensemble de la religion chinoise beaucoup de ses concepts et pratiques ainsi qu'un certain nombre de divinités. 
En Chine, le terme sert à désigner des écoles transmettant de maître à disciple des techniques d'ascèse, des rituels, des enseignements religieux. Chacune propose sa « voie », Tao, mot auquel il est donc hasardeux de chercher une définition unique, malgré des références communes, à Lao Tseu par exemple. Seules nous sont connues, à partir de la dynastie Han, les sectes qui ont pris une certaine importance. Nées dans le fonds religieux chinois, elles s'en nourrissent et y réinjectent des pratiques, des concepts et des divinités. Leurs membres sont des professionnels rendant toutes sortes de services spécialisés : talismans, exorcismes, cérémonies… Mais le taoïsme ne donnera jamais naissance à une confession unique et séparée de l'ensemble de la religion chinoise, dans laquelle sa position est, mutatis mutandis, similaire à celle des écoles kabbalistes dans le judaïsme ou soufies dans l'islam, voire des congrégations religieuses dans le christianisme.
Avec l'éclatement politique de l'empire à la fin des Han, le monopole confucéen sur l'idéologie officielle fut entamé. Certaines écoles bénéficièrent de la faveur croissante des élites, en même temps que le bouddhisme avec lequel s'instaura une concurrence et des échanges mutuels. À son imitation, des monastères apparurent. La métaphysique et le panthéon connurent un nouveau développement. Plus tard, l'activité des écoles à tendance philosophique s'intensifia pour contrer le confucianisme, de retour en force au pouvoir à partir de la dynastie Song, non sans avoir beaucoup emprunté au taoïsme et au bouddhisme. Après une dernière flambée de faveur officielle sous la dynastie Yuan, et le regroupement de nombreuses écoles sous la bannière des deux favorites, Quanzhen Dao au Nord et Zhengyi Dao au Sud, les taoïstes seront regardés avec dédain par les gouvernements de la seconde moitié de la dynastie Ming et de la dynastie Qing. Ils continueront cependant à exercer une grande influence sur la religion. Tao, la « voie », est un terme qui ne préjuge pas de l'orientation idéologique ; les écoles dites taoïstes, particulièrement de petites tailles, se sont toujours montrées des matrices idéales d'évolution religieuse : bien des courants contemporains, que l'on serait tenté de rattacher au néoconfucianisme ou au bouddhisme au vu de leurs doctrines et pratiques, tirent en fait leur origine d'écoles taoïstes. Quanzhen Dao en son temps était déjà syncrétiste. Il y aurait aujourd'hui plus de 1 500 temples taoïstes en Chine.
Le nom chinois du taoïsme est « Enseignement de la Voie » (chinois : 道教 ; pinyin : dàojiào).

## Bouddhisme

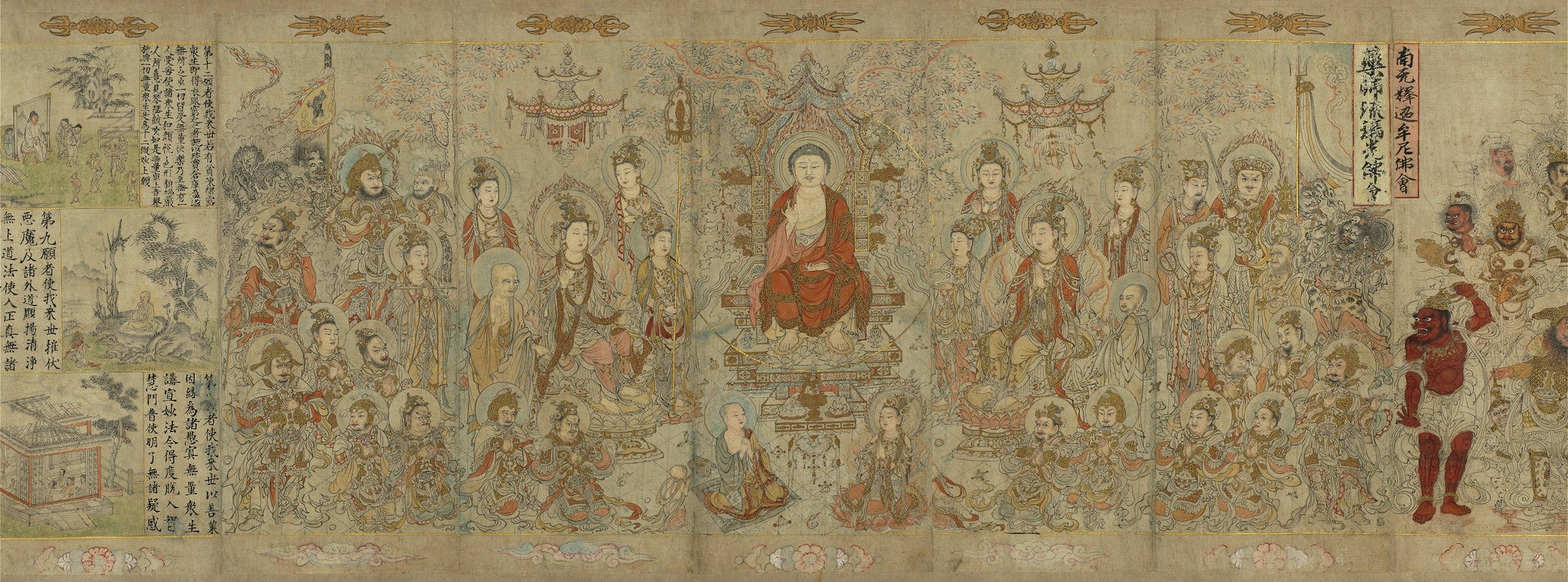
Le Bouddha prêchant.

Comme toutes les religions étrangères, le bouddhisme a pénétré en Chine par la route de la soie. Ses débuts officiels datent de l'arrivée en 67 de deux moines à la capitale, Luoyang. Le roi Ming de la dynastie Han fut à l'origine du temple du Cheval blanc, premier centre chinois d'études bouddhiques établi en 68. Un siècle plus tard, An shi gao, moine parthe, y vint pour entamer un travail de traduction systématique des sûtras, en commençant par le Sūtra en quarante-deux articles que la légende prétend rapporté d'Afghanistan sous les Han par des envoyés de l'empereur.
Le bouddhisme gagna peu à peu du terrain, mais resta longtemps considéré comme une religion étrangère. Le célibat monastique, inconnu jusque-là, fut souvent critiqué par les confucéens comme gaspillage de ressources humaines. Le bouddhisme s'adaptera en présentant la pratique religieuse comme bénéficiant non seulement à l'individu, mais aussi à ses parents et ancêtres, ainsi qu'à la société en général. À la chute des Han, il profita, tout comme les écoles taoïstes, de la division de l'empire qui se prolongea jusqu'à la fin du VIe siècle. Le monopole confucéen sur l'idéologie officielle fut affaibli, surtout dans les royaumes du Nord où la classe dirigeante était souvent ethniquement et culturellement mixte. Moins bien implanté que le taoïsme autochtone, le bouddhisme avait sur lui l'avantage d'être plus structuré (monastères, diffusion organisée de l'idéologie), alors que le taoïsme était constitué d'un grand nombre d'écoles indépendantes. Cela lui permit de devenir une vraie puissance institutionnelle et financière (grands monastères). Il fut choisi comme religion officielle par certains empereurs, dont le premier fut Wu des Liang du Sud. Néanmoins, son succès finit par lui porter préjudice quand les empereurs s’offusquèrent de la richesse de certains établissements religieux (persécutions aux VIe et VIIe siècle, et en 845). 
Il y eut beaucoup de contacts et d'échanges entre le taoïsme et le bouddhisme, mais la rivalité entre les écoles grandit avec les efforts que fit la première pour se structurer à la bouddhiste (grands centres d'études, monastères). Le bouddhisme eut une grande influence sur la vision de l'au-delà de tous les courants religieux. Il définit, en intégrant des éléments taoïstes, une image claire du destin après la mort et indiqua des voies de salut. Des rites bouddhistes sont souvent associés aux cérémonies funéraires, même par des gens qui ne se définissent pas comme appartenant à cette religion. 
De nombreux moines vinrent des régions de l'Ouest jusqu'en Chine au Ve siècle. Le plus célèbre, le kouchanais Kumarajiva, obtint le patronage des Qin postérieurs. Ses traductions font encore autorité de nos jours. Les premiers textes traduits par An Shi Gao appartenaient au courant theravada, mais c'est le mahâyâna qui s'épanouit en Chine, avec la naissance d'écoles très influentes qui portèrent le bouddhisme jusqu'au Japon et en Corée. Les plus importantes sont : Tiantai, qui n'existe plus formellement mais dont l'influence subsiste ; Terre Pure et Chan (Zen), qui comptent de très nombreux adeptes.
Dans l'univers syncrétiste de la religion chinoise, il n'existe pas de solution de continuité entre les authentiques écoles bouddhistes et la religion populaire. Les nombreuses combinaisons mixtes entre les deux sont regroupées sous l'appellation de « bouddhisme populaire ». Certaines figures bouddhiques ont donné naissance à un double, divinité chinoise. Un bon exemple en est Avalokiteshvara-Guan Yin. Des concepts bouddhistes ont contribué à l'élaboration du néo-confucianisme à partir de la dynastie Song. 
Les écoles bouddhistes « authentiques » jouissent de nos jours d'un prestige grandissant, dû à l'image internationale favorable de cette religion et à l'élévation du niveau d'éducation, qui met l'étude des sûtras à la portée d'un plus grand nombre de fidèles. Le bouddhisme vajrayāna tibétain, déjà en faveur à la cour des Qing, est également très en vogue. Les nouvelles religions syncrétistes font une part importante à l'élément bouddhiste. 
Le bouddhisme influença de manière importante l'art. À Leshan dans le Sichuan se trouve la plus grande effigie de bouddha du monde, datant des Tang. Le plus vieil exemple d'imprimerie en Chine (sans caractères mobiles) est un Sûtra du diamant datant de 868.
Le bouddhisme chinois appartient en majorité au courant mahâyâna. L'une de ses formes, le bouddhisme tibétain (ou lamaïsme), répandu surtout au Tibet et en Mongolie-Intérieure, recrute de plus en plus d'adeptes parmi les Hans depuis quelques décennies. Le bouddhisme du Petit Véhicule est également présent, mais nettement minoritaire. On estime qu'il y a environ 13 000 temples bouddhistes en Chine.

## Confucianisme
Fondé sur l'enseignement de la vie de Confucius, notamment à travers ses Entretiens et les ouvrages de ses disciples tels que Mencius, le confucianisme (rujiao 儒教) a été érigé en doctrine d'État, trouvant son paroxysme sous la dynastie Song. Naturellement voué aux interprétations des dynasties régnantes, la doctrine originelle de Confucius n'est toutefois pas nécessairement synonyme de soumission aux institutions, comme certains contemporains l'observent. Historiquement, le confucianisme a cependant contribué à imposer l'idéologie des « cinq relations » entre sujets, destinée à affermir l'ordre social et le lien cosmique entre position hiérarchique et vertu céleste. 
Il s'agit ainsi avant tout d’une doctrine morale, sociale et politique, et non d'une religion. Il est avec le taoïsme et le bouddhisme l'une des trois grandes écoles de pensée que reconnait la tradition chinoise (san jiao 三教). Cette mise en parallèle contribue à la confusion qui le fait souvent présenter comme une confession. Certains rites sont qualifiés de « confucéens » du fait qu'ils reflètent les structures sociales et politiques très influencées par le confucianisme : le culte des ancêtres, qui pourtant précède largement Confucius et est pratiqué par tous les Chinois, quelle que soit leur affiliation religieuse ou idéologique ; les cérémonies religieuses, souvent en l'honneur du Ciel et de la Terre, que l'empereur et les fonctionnaires se devaient d'accomplir pour assurer la bonne marche des choses, rites « professionnels » qui font partie de l'ensemble des pratiques religieuses sans constituer une confession à part, tout comme les temples de Confucius.
À partir de la dynastie Song, une métaphysique dite néoconfucéenne (lixue 理學) s'est développée en intégrant des éléments taoïstes et bouddhistes. Empruntée également par certaines écoles taoïstes comme Quanzhendao, elle a exercé une influence importante sur les nouveaux mouvements religieux nés à partir de la fin du XIXe siècle.

## Christianisme
Les premières traces de la culture chrétienne en Chine remontent à des stèles nestoriennes du VIIe siècle.
Puis vinrent au XIIIe siècle des franciscains, dont l'activité missionnaire fut interrompue un siècle plus tard sur ordre de l'empereur.
C'est à partir des missionnaires jésuites, tout d'abord portugais, que des contacts réguliers ont été entretenus entre les mondes chinois et occidental, la Chine restant relativement imperméable aux velléités expansionnistes chrétiennes. En 1601 Matteo Ricci et ses compagnons furent admis à Pékin, mais la mission catholique fut presque aussitôt troublée intérieurement par la Querelle des Rites qui amena l'empereur à interdire les conversions en 1724. La suppression de la Compagnie de Jésus en 1773 par le pape mit fin à la mission.
Le protestantisme a été introduit à partir des guerres de l'opium à travers des missionnaires britanniques puis américains.
Il y a à présent plus de 4 600 églises et sites de réunion catholiques et 12 000 temples et plus de 25 000 lieux de culte protestants. Il existe une église catholique officielle, non reconnue par le Vatican mais reconnue par le pouvoir communiste, et une église catholique romaine essentiellement clandestine. L'Église orthodoxe est présente pour répondre aux besoins des Chinois d'origine russe, installés dans les confins Nord et Ouest du pays, mais reste très marginale. Le nombre de chrétiens passe d'environ 4 millions en 1949 à plus de 33 millions en 2010, avec une nette prédominance des protestants.

## Islam

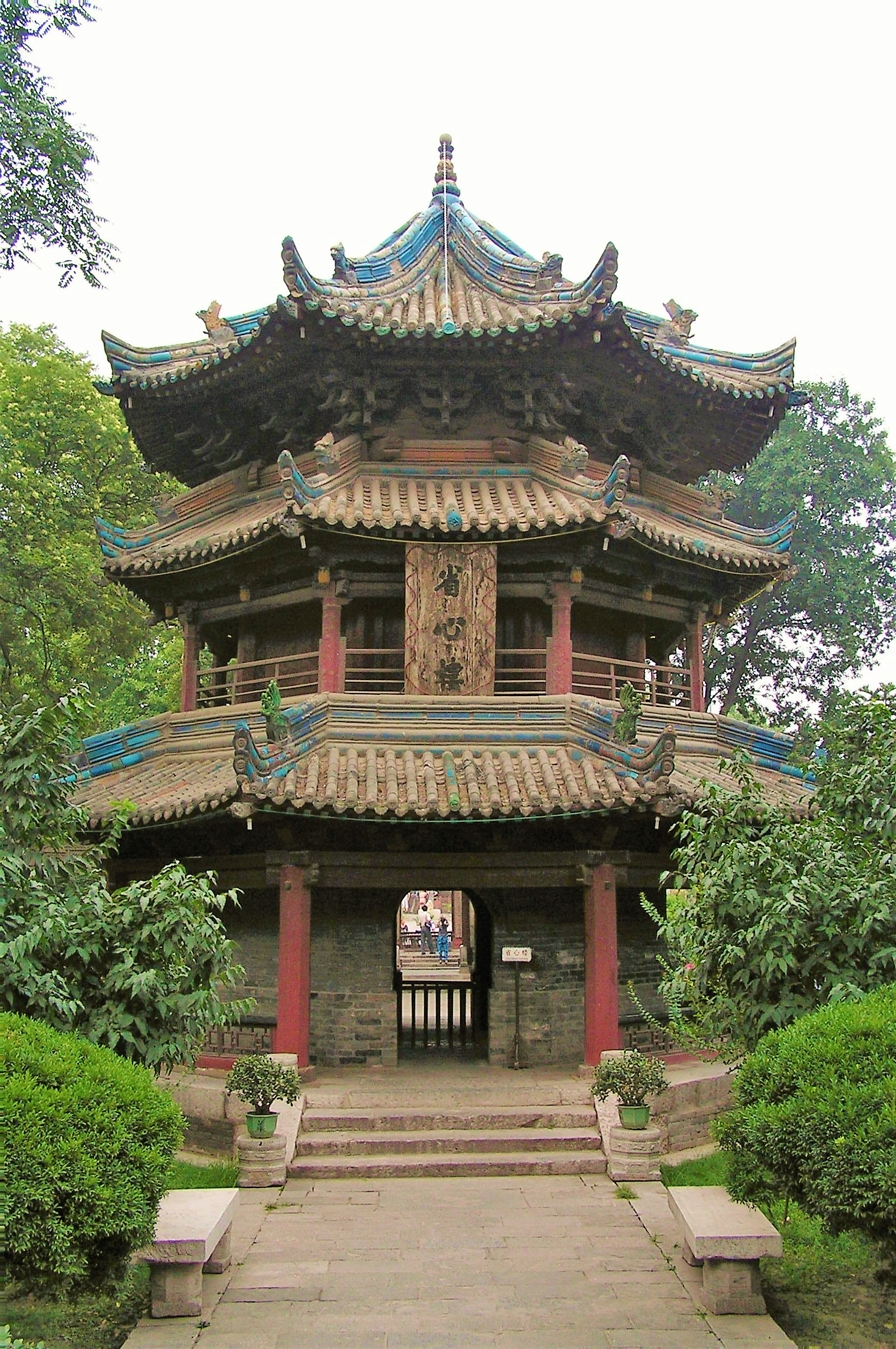
Minaret de la mosquée de Xi'an.

C'est en suivant la route de la soie que l'islam a pénétré en Chine au VIIe siècle, avec des marchands en majorité persans. La plus grande part de ses pratiquants habite les régions de l'Ouest. Ils sont majoritaires dans les régions autonomes du Ningxia et du Xinjiang, où ils appartiennent essentiellement à deux minorités nationales de langue turque : Ouïghours et Kazakhs. Mais la principale ethnie musulmane est celle des Hui, de langue chinoise et physiquement indiscernable des Han. On les trouve dans le Gansu, le Shaanxi, le Yunnan, et les ports du Sud-Est. Ils font remonter les débuts de l’islam en Chine à l’ambassade envoyée en 650 par le troisième calife Uthman. L'empereur Tang Gaozong avait alors autorisé les musulmans à répandre leur religion et à construire une mosquée à Chang'an. Néanmoins, la première mosquée rapportée par la tradition aurait été construite par Saad Lebid Alhabshi dès les premiers temps de l'islam à Quanzhou dans le Fujian sous le nom de Qilinsi, « Temple du qilin ». Abu Waqqas aurait construit à Canton en 627 un simple minaret servant aussi de phare appelé Guangta (tour lumineuse).
Considérés comme une ethnie sur la seule base de leur confession, les Hui seraient un groupe composite issu de l’intermariage de Han et de musulmans : marchands installés dans les ports du Sud-Est pour une minorité ; populations d’Asie centrale, parfois nestoriens ou juifs convertis, fixées dans l’Ouest pour la majorité. Il existe des différences de pratique entre les Huis du Sud et du Nord. Avant la récente tendance au fondamentalisme, les seconds pratiquaient une ascèse soufie mélangée de gymnastique taoïste. Les Hui du Sud, familiers du confucianisme, furent souvent choisis comme fonctionnaires par le gouvernement Yuan qui cherchait à promouvoir les non Han. L'islam a ainsi connu sa plus forte expansion sous la dynastie des Yuan (元) (1271-1368). 
Les compagnons de Zheng He seraient les premiers musulmans chinois à participer au hajj. Néanmoins, on ne trouve ensuite aucune mention officielle de participation de Huis au pèlerinage avant 1861.  
Jusqu’en 1978, tout en réprimant toute tentative d’indépendance des régions frontalières, le PCC a fait preuve de plus de tolérance vis-à-vis de l’islam que des autres religions, ne cherchant pas à l’éradiquer totalement, afin de ne pas encourager le séparatisme et de favoriser ses relations diplomatiques avec les pays musulmans. Les pratiques des Huis ont néanmoins été encadrées, d’où l’existence de femmes imams officiant auprès des musulmanes dans certaines régions. Il s’agit d’une pratique imposée au nom de l’égalité des sexes par le gouvernement communiste. En 1986, on estimait le nombre de musulmans en Chine à approximativement 30 millions, plus particulièrement établis dans les régions du nord et de l'ouest alors qu'aujourd'hui, ils sont estimés entre 50 et 80 millions . Pendant la révolution culturelle, comme d'autres minorités, ils ont été persécutés pour leurs convictions. Maintenant, ils peuvent de nouveau accomplir leurs pratiques religieuses.
L’un des musulmans chinois les plus célèbres est le navigateur Zheng He.
Certains noms de famille chinois témoignent d'un possible ancêtre musulman : Ma (馬), de « Mahomet » ou « Fatima », Hu (胡), de « Hussein ».
Bien qu’il existe une transcription phonétique de “islam”, il est généralement nommé “religion des Hui” (huijiao 回教) ; les mosquées se nomment “temple de pureté et de vérité” (qingzhensi 清真寺). On compte aujourd'hui près de 30 000 mosquées dans le pays.

## Nouveaux courants religieux
À partir du XIXe siècle, de nombreux mouvements syncrétistes sont nés. La plupart se rattachent à la tendance syncrétiste taoïsme-bouddhisme-confucianisme de Quanzhen Dao par l'intermédiaire de mouvement millénariste Xiantiandao « Voie du Ciel des origines ». Le plus important est Ikuan Tao. Le mouvement Falun gong, révélé publiquement en 1992 en république populaire de Chine, est également un courant syncrétiste.

## Autres
La Chine a depuis l'Antiquité attiré toutes sortes de voyageurs arrivés par la route de la soie ou les grands ports. Toutes les grands courants religieux d'Asie centrale et du Moyen-Orient (zoroastrisme, manichéisme, nestorianisme chrétien, tengrisme, etc.) y ont été pratiqués, mais seulement par de faibles populations, et ont aujourd'hui disparu. Ils ont pu néanmoins laisser des traces dans les religions de la Chine contemporaine. Une recherche de l'Académie des sciences sociales sur le taoïsme dans le Fujian a mis en évidence des restes d'influence manichéiste. 
Une grande partie des minorités nationales ont leur propre système religieux, généralement qualifié de chamanisme ou d'animisme, terme qui en toute rigueur ne s'applique qu'à certaines de leurs pratiques ou croyances. Leurs religions sont souvent influencées par les grands ensembles avec lesquelles elles voisinent (religion chinoise, bouddhisme, islam…).
Parmi ces croyances, on peut citer la religion Dongba des Naxi (ou Muoxie), le tengrisme des Turco-mongols ou encore le bön des Tibétains.
Des communautés juives arrivées essentiellement d'Asie centrale ont existé, attestées par des documents chinois ou les récits de voyageurs arabes. Leur implantation remonterait au VIIe siècle. Leur nombre aurait augmenté sous les Song avec le développement de l'industrie. La communauté la plus connue est celle des Juifs de Kaifeng, qui se signala à l'attention de Matteo Ricci. Le nombre de juifs augmenta au milieu du XIXe siècle après la Guerre de l'Opium, avec l'arrivée de marchands indiens ou iraniens suivant la colonisation britannique. Il crut encore au XXe siècle par l'arrivée de juifs européens qui fuyaient la révolution russe, puis la menace nazie. Concentrés essentiellement à Hong Kong, Shanghai, Tianjin et en Mandchourie, ils partirent presque tous pour Israël en 1949. L'actuelle communauté de Kaifeng, environ 100 familles et 500 personnes, ne garde du judaïsme que l'interdit du porc encore observé par certains membres. Ils doivent se convertir pour être acceptés en Israël. Trop peu nombreux, le statut de minorité ethnique leur a été refusé. Il leur a été proposé de s'agréger aux Hui musulmans.